# ZOO Digital
ZOO Digital Group PLC — поставщик программного обеспечения по субтитрам, дубляжу и локализации мультимедиа для теле- и киноиндустрии. Его производственные мощности расположены в Эль-Сегундо, Лос-Анджелес; Лондоне и Шеффилде, Великобритания, и Дубае, ОАЭ. В компании работает более 500 сотрудников по всему миру. Также используется глобальная сеть из более чем 5000 внештатных переводчиков и художников дубляжа.

## История

### 2001—2003: Основание и инкорпорация
В 2001 году основатель Gremlin Interactive Иэн Стюарт возглавил слияние Kazoo3D PLC и ZOO Media Corporation Ltd с образованием ZOO Digital Group PLC. В 2003 году было образовано два совместных подразделения. Компания Biotech Ltd была основана для разработки программного обеспечения для интерактивных DVD-дисков. ZOO Digital Publishing, операционное подразделение группы, было создано для создания видеоигр.

### 2003—2005: Успех благодаря интерактивным видеоиграм и программному обеспечению для DVD
В 2003 году компания ZOO Digital Publishing основала DVD-версию игры «Who Wants to Be a Millionaire?». В то же время в Нью-Йорке компания ZOO Digital Publishing получила премии за выдающийся дизайн и внедрение навигации на DVD Association Excellence Awards.
В 2004 году была запущена студия DVD EXTRA, обеспечивающая новый уровень интерактивности на DVD-дисках. В Париже был открыт офис для того, чтобы обеспечить бизнесу основания для распространения приложений DVD EXTRA на европейских рынках. В том же году издательство ZOO Digital выпустило второе издание «Who Wants to Be a Millionaire?» для Game Boy Advance. Также компания во второй раз получила награду за выдающийся дизайн и внедрение навигации DVD Association Excellence Awards в Нью-Йорке.  Компания ZOOtech также стала абсолютным обладателем премии Sheffield Business Awards за внедрение инноваций.
Также в 2004 году компания  ZOO Digital Publishing купила Hothouse Creations, производителя компьютерных игр в Бристоле, который разрабатывал различные компьютерные и видеоигры, включая первое издание «Who Wants to Be a Millionaire?» на PlayStation 1, а также Pop Idol и American Idol на PlayStation 2.
В 2005 году 60% интерактивных DVD-дисков, представленных на рынке, были сделаны с использованием DVD Extra Studio от ZOOtech. В том же году издательство ZOO Digital Publishing получило три награды на церемонии вручения наград DVD Association Excellence Awards в Нью-Йорке. 

### 2006—2012: Сосредоточение на технологиях для СМИ и развлечений
В 2006 году доктор Стюарт Грин занял пост главного исполнительного директора ZOO Digital Group, а Иэн Стюарт ушёл в отставку. Компания ZOO Digital Group продала две свои дочерние компании. Издательство ZOO Digital, занимающееся созданием видеоигр, было продано после спада на традиционном рынке DVD. Было продано подразделение ZOO Interactive Video, также ранее входившее в состав ZOO Digital Publishing.  Компания приняла рабочее название ZOO Digital. В том же году подразделение ZOOtech получило ежегодную награду DVDA Excellence Award от Digital Hollywood за студию DVD EXTRA.
В 2007 году компания ZOO Digital приобрела базирующуюся в Лос-Анджелесе компанию Scope Seven, занимающуюся производством медиа и дизайном и предоставляющую услуги по сжатию и авторингу видеоиздателям, включая ряд голливудских студий. Подразделение ZOOtech заключило контракт с Mattel Inc. (MAT) на разработку DVD-игр, включая «Классный мюзикл: Каникулы» и 1 vs. 100.
В 2008 году компания ZOO Digital заключила 15-летний контракт со студией Walt Disney Studios Motion Pictures, чтобы поставлять свои программные продукты для автоматизации выпуска фильмов на DVD. Подразделение Sony Pictures Entertainment также лицензировало шаблонную систему разработки ZOO («TAS») для создания DVD-дисков стандартной чёткости.
В 2010 году крупная голливудская студия ZOO Digital внедрила новый набор инструментов iTunes. Инструменты были разработаны для автоматизации создания меню и бонусных функций. В то же время компания Multi Packaging Solutions (MPS) стала сотрудничать с ZOO Digital, чтобы использовать её программное обеспечение для управления фирменным стилем и маркетингом многонациональных брендов. Программное обеспечение ZOO Digital Artworking было разработано для интеграции «языкового перевода, локализации, проверки подлинности, глобального сотрудничества, контроля версий и архивирования».
В 2011 году из-за спада на рынке DVD компания ZOO Digital отчиталась об убытках за полгода.

### 2012 — настоящее время: Облачные сервисы локализации
В 2012 году ZOO Digital запустила облачные сервисы субтитров для телевизионного и киноконтента с помощью сервисов ZOOsub. В 2014 году фирма Apple объявила ZOO одним из четырёх поставщиков, отобранных для предоставления пользователям Compressor новых услуг по упаковке iTunes. В 2015 году поставщик ZOO подписал соглашение с BBC Worldwide о предоставлении ему новой платформы для создания субтитров. В 2016 году ZOO стал предпочтительным поставщиком Netflix; в 2018 году он стал предпочтительным партнёром Netflix по реализации услуг.
В 2017 году ZOO запустил первый в индустрии развлечений облачный сервис дубляжа, основанный на собственной программной платформе ZOOdubs и получил награду NewBay Media за лучшее шоу на выставке NAB Show 2017 и награду IABM Design & Innovation Awards в номинации «Postproduction» на выставке IBC Show 2017.
В 2018 году облачный сервис дубляжа ZOOdubs от ZOO Digital получил награду IABM в категории «Публикация», а ZOO получил награду за лучшую публикацию на AIM Awards 2018 и награду «Компания года» на Small Cap UK Awards.
В марте 2021 года компания Zoo Digital объявила о планах по ускорению своего развития после IPO на Лондонской фондовой бирже стоимостью 7,4 миллиона фунтов стерлингов. Компания планирует получить средства от размещения, выпустив 7,0 млн акций по цене 100 пенсов, каждая на общую сумму 7,0 млн фунтов стерлингов.
В 2022 году компания сообщила о росте на 78% по сравнению с 2021 годом.

## Программное обеспечение
- DVD Extra
- DVD Extra Studio
- eBook Builder
- Template Authoring System (TAS)[22]
- Media Adaptation Tool (MAT)
- ZOOcore
- ZOOsubs[23]
- ZOOdubs

## Текущие сервисы
- Субтитры
- Дубляж
- Скрытые субтитры
- Цифровая дистрибуция

## Гранты на развитие
- Системы совместной работы для производства цифровых медиа[24] 8 февраля—10 октября, £711 570, премия Innovate UK award

- Коммерциализация архивов кинофильмов (COMPA)[25] 10 января— 12 декабря, £765 366, премия Innovate UK award

- Постоянное и надёжное отслеживание развлекательного контента (PARTEC)[26] 11 июня—13 мая, £338 754, премия Innovate UK award

- Оптимизация производства с помощью неявных метаданных в сценариях для телевидения (OPTIMIST)[27] 11 ноября—13 апреля, £267 813, премия Innovate UK award

- Автоматизация процессов для локализации диалога в развлекательных медиа (PALODIEM)[28] 14 октября—16 сентября, £250 000, премия Innovate UK award

- Мультимедийный анализ для неконтролируемого дубляжа в Entertainment (MAUDIE)[29] 18 мая—21 апреля, £823 460, премия Innovate UK award